# Invincible (singel Muse)
Invincible – piosenka angielskiego zespołu rockowego Muse i szósty utwór na ich płycie, Black Holes and Revelations. Piosenka została wydana jako czwarty singel z tego albumu 9 kwietnia 2007 roku, debiutując na 21. miejscu listy najpopularniejszych singli w Wielkiej Brytanii. Ze względu na podobną progresję akordową podczas zwrotki i refrenu "Invincible" jest porównywane przez niektórych fanów do "Everybody’s Changing" zespołu Keane. Jednakże Matthew Bellamy powiedział, że pisząc utwór opierał się na "Heroes" Davida Bowie. 
Według lidera grupy jest to bardzo optymistyczna piosenka - Bellamy uważa, że jest "sercem" Black Holes and Revelations. 
Teledysk promujący singel został wyreżyserowany przez Jonniego Rossa, a swoją premierę miał 16 marca 2007 roku na antenie Channel 4. Przedstawia zespół podczas przejażdżki w stylu "It's a Small World" Walta Disneya, w której nie brakuje odniesień do ataków z 11 września 2001 roku, a także   ewolucji.
"Invincible" oraz "Take a Bow" to jedyne utwory z płyty, które zostały nagrane we Francji.

## Lista utworów
- Promo CD PRO-16255

1. "Invincible" (radio edit) - 4:10
2. "Invincible" (album edit) - 5:00

- Winyl 7" HEL3005

1. "Invincible"
2. "Glorious" - 4:38

- CD HEL3005CD

1. "Invincible"
2. "Knights of Cydonia" (Simian Mobile Disco Remix)

- DVD HEL3005DVD

1. "Invincible" (audio - album version) - 5:00
2. "Invincible" (video)
3. "Invincible" (live from Milan)